# 血だるま剣法/おのれらに告ぐ
『血だるま剣法/おのれらに告ぐ』（ちだるまけんぽう、おのれらにつぐ）は平田弘史の漫画。

## 概要
1962年7月に日の丸文庫の貸本誌「魔像」の別冊として1962年7月に発表された時代劇漫画。部落解放同盟の抗議を受け刊行より約1か月で回収・絶版となった。

## あらすじ
寛永9年（1632年）、猪子幻之助は師の朽木一伝斉を自らの手で殺害し、死体の血で門弟たちへの復讐を宣言する声明文を書き残し道場を去った。
被差別部落の出であり、領主の命により家族を惨殺された過去がある幻之助は、剣の道で身を起こし、同じような差別を受ける部落民を救おうと修行に励んでいたが、異常ともいえる稽古熱心さから他の門弟たちからは忌み嫌われていた。やがて幻之助が被差別部落の出であることが他の門弟たちにもばれ、幻之助への風当たりはますます強くなり、さらに師の一伝斉までもが自らを殺そうとしていることを知ると、ついに幻之助は発狂する。師を殺し、宣言どおりに他の門弟たちを次々と惨殺していく幻之助。物語は、際限なき血みどろの復讐劇へと突き進んでいく。

## 部落解放同盟からの抗議、絶版
1962年8月、部落解放同盟大阪府連から「差別と偏見を助長する」として日の丸文庫へ『血だるま剣法』に対する抗議が寄せられた。
糾弾会に呼び出された日の丸文庫社長の山田秀二が「文句があるならそっちから来るのが筋」と返答したところ、部落解放同盟大阪府連の同盟員ら5名が棍棒などを手に取り、トラックの荷台に乗って日の丸文庫本社に押しかけてきた。これに驚いた山田が平田を呼び出し、当時大阪府連の指導者だった松田喜一の自宅へ、日の丸文庫専務を交えた3人で出向くことになった。当時平田は極貧生活を送っていたため、自宅の奈良県天理市から大阪府浪速区までの電車賃が出せず、隣家の主婦に借金して日の丸文庫に出向いたという。
合計3回の糾弾会を経て、部落解放同盟の要求により日の丸文庫は本作を回収・廃棄・絶版処分とし、以降2004年になるまでどこの出版社からも復刊されることはなかった。部落解放同盟の監修を付けて改作版を出す企画もあったが、改作版を担当した『解放新聞』主筆土方鐵による原作が使い物にならず、土方が劇画を蔑視していたこともあり、山田が土方に不採用分の原作料を払った後、話はそれきりになった。紳士的だった松田とは対照的に、糾弾会に同席した他の5 - 6人の部落解放同盟員は柄が悪く、「ヤクザのように見えた」とも平田は語っている。
表向きには完全に処分されたと思われた『血だるま剣法』だったが、実際には回収・廃棄処分は徹底して行われてはいなかったようで、日の丸文庫の倉庫に大量に保管されていたという。同社に入社した山松ゆうきちや山上たつひこがそれを発見しており、山上にいたっては自作にて『血だるま剣法』のパロディを行っている。また、売れ残り品が古本屋や露店でひそかに売られていた可能性もあるという。
桜井昌一の著書『ぼくは劇画の仕掛人だった』には、本作を同盟員の目の前で焼却処分にしたとの記載があるが、平田は「回収は一部だけで、焼いた事実はない」と語っている。

### 抗議内容
部落解放同盟大阪府連は次の3点が問題箇所であるとして抗議を行った。
1. 作品に記述されている部落の起源が科学的歴史観に反した偏見で書かれている。
2. 部落民を残酷な人々と描くことで部落解放運動をゆがめている。
3. 最後に主人公を死なせ、それを笑うことで部落の人が死に絶えればいいと思わせている。

1.の項に関しては、現在発行されている『血だるま剣法』には部落に関する記述に伏字処理がされている（後述）ため、本作における部落への認識が誤りかどうかを確認することは不可能だが、少なくとも本作を読む限り2.と3.の項に関しては的を射た批判とは決して呼べない（事実、平田は後年、本作について「差別のない社会にしなければならないという思いで描いた」と語っている）。しかし、本作が刊行された1962年ではまだ漫画そのものに市民権が認められておらず、また部落差別問題が現在よりも深刻であったこと、さらに差別摘発運動が熱を帯びていた時代であったこともあり、日の丸文庫側は涙を飲んで絶版処分するしかなかった。その上この事件に関するまともな議論は行われず、時代背景によって作品に対しての正当な評論がされないまま、『血だるま剣法』は40年以上にわたり封印されてしまうこととなった。

## 『おのれらに告ぐ』
情熱を注いで作り上げた自作が、全うな批判を受けることもなく抹殺されたことに納得のできなかった平田は、この事件より6年後の1968年、『コミックマガジン』（芳文社）に本作をリメイクした『おのれらに告ぐ』を発表した。こちらでは、幻之助の出自を「流刑人の子孫」としている。

## 復刊
廃刊以降、封印作品として伝説化された『血だるま剣法』だったが、2004年に呉智英監修のもと、山松ゆうきちの所持していた赤本をもとに青林工藝舎より復刊された（『おのれらに告ぐ』も併録）。
復刊に際し、呉は部落差別に関する記述のうち、誤解を生みやすいと思われる箇所に伏字処理を行った。また本作では「非人」と「エタ」が混同して使用されていることも問題とし、これらの箇所についても伏字処理がなされている。また、本作が絶版となった経緯について、監修を行った呉智英による解説にて詳しく述べている。
2005年には山松ゆうきちがインドにおいて、ヒンディー語版『血だるま剣法』を出版。その顛末は山松の作品『インドへ馬鹿がやって来た』に詳しい。また、2012年にはラピュータから『復讐つんではくずし』と合わせた復刻本が刊行された。